# Flame (マルウェア)
Flame（フレーム）とは、2012年に発見されたマルウェア。別称としてFlamer、sKyWIper、Skywiperなどがある。発見された当時、ウイルス対策ソフトでも検出できず、また、セキュリティシステムを無効化する機能も組み込まれていた高度なターゲット型（標的型攻撃）のマルウェアであり、ワーム、スパイウェア、キーロガーあるいは本来の定義に外れるがコンピュータウイルスにも定義可能な複数の機能、あるいは既存するほぼ全機能を持つ巨大ウイルスコードである。その極めて高度な性能と感染箇所からイラン核開発を狙った国家間のサイバー戦争であったとの見方が多い。

## 概要
2012年5月28日（現地時間）に複数の欧米メディアが報じた事で判明した。発見者は、Kaspersky Lab（カスペルスキー）と国連の国際電気通信連合（ITU）による、別のマルウェアの合同調査中に偶然発見された。Windowsにアップデートを利用して感染(MD5の項目参照)し、ファイルサイズが20Mもある巨大なものだった。2012年発見時点ではすべての機能を解読できておらず、全機能解読には数年を要すると報じられている。43のウイルス対策ソフトでも検出できない。カスペルスキーの命名はWorm.Win32.Flameである事から、ワームに分類している。AFPは、コンピュータウイルスとして報じており「まるであらゆる悪意あるコードの最強の部分を取り出し、ひとつのコードに集めたようだ」と述べている。イランの核開発機関に感染し、その後外部に流出したと推測されている。技術的分析からスタックスネットの後継であると目されている。NTT系シンクタンク情報通信総合研究所（ICR）によれば、感染地はイラン189、イスラエル・パレスチナ98、スーダン32、シリア30、レバノン18、サウジアラビア10、エジプト5だったという。2012年6月1日には、ニューヨークタイムズがイランの核開発を阻止する目的でアメリカが開発したと報じているが真相は不明である。同記事は、このサイバー攻撃案によって核関連施設の空爆実行案が未実行に終わった事も示唆しているがこれも真相不明である。なお、イスラエル政府首脳部が事件直後に核戦争を止めるためならウイルス開発もやむなしとの趣旨発言を行った為に、イスラエル犯人説や米国イスラエル共同説も存在する。ITUはこれら驚異的な性能をもつウイルスを「スーパーサイバー兵器」と名付け、ITUとIMPACTとの提携強化に繋がり、ITU-IMPACTの結成を促した。ITUは、ITU-IMPACTを通じて各国政府に警告を発するとしている。また、似た技術を使用している事から、ハッカーグループイクエーション・グループが関与が疑われているが、これも現時点では推測にすぎず真相不明である。